# Grupo de Golconda
O Grupo Sacerdotal de Golconda foi formado  em julho de 1968 por padres católicos que se reuniram na Fazenda Golconda, em Viotá no Departamento de Cundinamarca (Colômbia) visando estudar a Encíclica Populorum Progressio.
Houve uma segunda reunião entre 9 e 13 de dezembro de 1968, na qual se produziu um documento de conclusões, bastante influenciado pela Segunda Conferência Geral do Episcopado Latino-Americano, realizada em Medellín, naquele ano, e pela Teologia da Libertação. Esse segundo encontro, que ocorreu em Buenaventura, foi coordenado pelo Monsenhor Valência Cano e contou com a presença de 47 padres, entre eles os espanhóis Domingo Laín Sanz, Manuel Pérez Martínez e José Antonio Jiménez Comín, que, em 1969, incorporaram-se ao Exército de Libertação Nacional (ELN), seguindo o exemplo de Camilo Torres.
O  Grupo Golconda  passou a fazer uma evangelização em favor dos marginalizados. 